# Daniel Greene
Pour les articles homonymes, voir Greene.
Daniel Greene, né en 1960 à Miami (Floride), est un acteur américain.

## Biographie
Footballeur de formation, Daniel Greene s'est fait connaître à la télévision via son rôle de Dwayne Cooley dans la série Falcon Crest (1985-1986).
Au cinéma, il commence sa carrière au fil des années 1980 et se spécialise d'abord dans des films d'action comme sous la direction du réalisateur italien Sergio Martino, puis dans des rôles principalement comiques comme dans plusieurs films des frères Farrelly dont Fous d'Irène (2000).
Il est marié à l'actrice LaGena Hart depuis 1990.

## Filmographie partielle
- 1986 : Atomic Cyborg (Vendetta dal futuro) de Sergio Martino
- 1987 : Hammer (Hammerhead)  d'Enzo G. Castellari
- 1987 : Uppercut Man (Qualcuno pagherà?) de Sergio Martino
- 1990 : Mal d'Africa de Sergio Martino
- 1990 : Soldat de fortune (Soldato di ventura) de Pierluigi Ciriaci
- 1990 : Rickshaw (American risciò) de Sergio Martino
- 1990 : Sulle tracce del condor de Sergio Martino
- 2000 : Fous d'Irène (Me, Myself and Irene) de Peter et Bobby Farrelly
- 2011 : Bon à tirer (BAT) (Hall Pass) de Peter et Bobby Farrelly
- 2018 : Green Book : Sur les routes du Sud (Green Book) de Peter Farrelly